# 曾我井站
曾我井站（日语：／ Sogai eki */?）是位於兵庫縣多可郡中町（現時：多可町中區）曾我井字上川原，西日本旅客鐵道（JR西日本）鍛冶屋線的鐵路車站（廢站）。

## 歷史
- 1961年（昭和36年）
  - 10月1日 ：在當地居民請願下，國鐵開設此曾我井臨時乘降場[1]。
  - 12月20日：升級為曾我井站[1][2]。當時只有柴油列車停靠此站和此站為無人車站[3]（客運車站[1]）。
- 1987年（昭和62年）4月1日：伴隨國鐵分割民營化，車站由西日本旅客鐵道（JR西日本）營運[1]。
- 1990年（平成2年）4月1日：鍛冶屋線全線廢除，此站被廢除，同時站舍被廢除[1]。

## 車站構造
此站是地面車站，設有1面1線的單式月台。此站為無人車站，沒有站舍。

## 車站周邊
- 桑村食品（日语：クワムラ食品）
- 多可町中淨化中心
- 崇福寺
- 大年神社
- 國道427號（日语：国道427号）
- 杉原川（日语：杉原川）

## 現狀
車站遺址變為了道路，在道路旁建設了曾我井站紀念公園。園內設有介紹此站的展板和站牌。

## 相鄰車站
西日本旅客鐵道（JR西日本）
鍛冶屋線
羽安－曾我井－中村町

## 注腳
1. 1 2 3 4 5 6 7  石野哲 (编).  初版. JTB. 1998-10-01: 243. ISBN 978-4-533-02980-6 （日语）.
2. ↑  . 官報. 1961-12-13 （日语）.
3. ↑  . 鐵道公報 (日本國有鐵道總裁室文書課). 1961-12-13: 7 （日语）.

## 相關項目
- 日本鐵路車站列表 So